# 틀 끌림
틀 끌림(frame-dragging)은 일반 상대성 이론이 예측하는 현상으로써 질량이 매우 큰 물체가 회전하면 발생하는 중력 효과로 주변의 시공간도 따라서 회전한다는 것이다. 즉, 움직이는 질량-에너지 분포가 시공간에 영향을 주어 관성계에 이끌림 효과를 발생시키게 되는 것을 말한다. 보다 일반적으로 질량-에너지 흐름이 일으키는 효과는 고전 전자기학에서의 개념과 유사한 중력 자성으로 나타낸다.

## 역사
틀 끌림의 첫 번째 수식화는 오스트리아의 요제프 렌제(독일어: Josef Lense)와 한스 티링(독일어: Hans Thirring)에 의해 이루어졌고, 렌제-티링 효과로 알려져 있다.

## 실험
2004년 4월에, 일반 상대성 이론의 두 가지 예측인 측지 현상 및 틀 끌림의 입증을 위해 미국 항공우주국(NASA)의 중력탐사B 위성이 지구 궤도에 발사되었다.
그리고 2007년 4월에 측지 현상의 측정을 발표하였으며 이후 데이터의 분석을 완료하고서 2011년 5월에 발표한 논문에서 측정의 결과가 틀 끌림 현상을 포함하여 일반 상대성 이론이 예측하는 바와 모두 일치함을 최종 확인하였다.

## 수학적 설명
틀 끌림은 주로 커 계량을 사용하여 유도된다. 이것은 각운동량 J를 가지고 회전하는 질량 M 근처 시공간의 기하를 묘사한다. 즉,
{\displaystyle c^{2}d\tau ^{2}=\left(1-{\frac {r_{s}r}{\rho ^{2}}}\right)c^{2}dt^{2}-{\frac {\rho ^{2}}{\Lambda ^{2}}}dr^{2}-\rho ^{2}d\theta ^{2}}
{\displaystyle -\left(r^{2}+\alpha ^{2}+{\frac {r_{s}r\alpha ^{2}}{\rho ^{2}}}\sin ^{2}\theta \right)\sin ^{2}\theta \ d\phi ^{2}+{\frac {2r_{s}r\alpha c\sin ^{2}\theta }{\rho ^{2}}}d\phi dt}
으로써 이때 rs는 슈바르츠실트 반지름
{\displaystyle r_{s}={\frac {2GM}{c^{2}}}}
이며 {\displaystyle \alpha }, {\displaystyle \rho ^{2}}, {\displaystyle \Lambda ^{2}}는
다음으로써 주어진다.
{\displaystyle \alpha =J/Mc\,,}
{\displaystyle \rho ^{2}=r^{2}+\alpha ^{2}\cos ^{2}\theta \,,\!}
{\displaystyle \Lambda ^{2}=r^{2}-r_{s}r+\alpha ^{2}\,.}
M(또는 rs)이 영으로 가는 비상대론적 극한에서, 커 계량은 편원 좌표계에서의 직교 계량
{\displaystyle c^{2}d\tau ^{2}=c^{2}dt^{2}-{\frac {\rho ^{2}}{r^{2}+\alpha ^{2}}}dr^{2}-\rho ^{2}d\theta ^{2}-\left(r^{2}+\alpha ^{2}\right)\sin ^{2}\theta d\phi ^{2}}
이 된다.
이것은 커 계량에서
{\displaystyle c^{2}d\tau ^{2}=\left(g_{tt}-{\frac {g_{t\phi }^{2}}{g_{\phi \phi }}}\right)dt^{2}+g_{rr}dr^{2}+g_{\theta \theta }d\theta ^{2}+g_{\phi \phi }\left(d\phi +{\frac {g_{t\phi }}{g_{\phi \phi }}}dt\right)^{2}}
으로 쓸 수 있다.
이 계량은 반지름 r과 고도 θ에 의존하는 각속도 Ω를 가지고 동시에 회전하는 관성계와 일치하는데, 이 때 Ω는
{\displaystyle \Omega =-{\frac {g_{t\phi }}{g_{\phi \phi }}}={\frac {r_{s}\alpha rc}{\rho ^{2}\left(r^{2}+\alpha ^{2}\right)+r_{s}\alpha ^{2}r\sin ^{2}\theta }}}
와 같다.
이것은 적도 면에서
{\displaystyle \Omega ={\frac {r_{s}\alpha c}{r^{3}+\alpha ^{2}r+r_{s}\alpha ^{2}}}}
로 간단히 된다. 그러므로 관성 좌표계는 회전하는 질량 중심에 대하여 그것과 같은 방향으로 회전하는 이끌림 효과를 받게 되는데, 이것이 틀 끌림이다.

## 같이 보기
- 마흐의 원리
- 상대론적 제트
- 중력 자성
- 측지 현상
- 커 계량